# Sébastien Van Den Eynde
Sébastien Van Den Eynde (16 december 1992) is een Belgische voetballer die sinds 2017 onder contract staat bij Crossing Schaerbeek. Hij is een doelman. 

## Statistieken
| seizoen | club                         | land   | competitie             | wed | goals |
| ------- | ---------------------------- | ------ | ---------------------- | --- | ----- |
| 2009/10 | FC Brussels                  | België | Tweede Klasse          | 2   | 0     |
| 2010/11 | FC Brussels                  | België | Tweede Klasse          | 17  | 0     |
| 2011/12 | FC Brussels                  | België | Tweede Klasse          | 9   | 0     |
| 2012/13 | FC Brussels                  | België | Tweede Klasse          | 12  | 0     |
| 2013/14 | RWDM Brussels FC             | België | Tweede Klasse          | 1   | 0     |
| 2014/15 | Diegem Sport                 | België | Derde klasse           | 24  | 0     |
| 2015/16 | Diegem Sport                 | België | Derde klasse           | 38  | 0     |
| 2016/17 | Royal Entente Acren Lessines | België | Tweede klasse amateurs | 29  | 0     |
|         |                              |        | Totaal                 | 132 | 0     |

Bron: sport.be - sporza.be